# Jos Van de Ven
Jos Van de Ven, né le 14 mai 1948 à Zeeland (Pays-Bas), est un artiste peintre hollandais qui vit actuellement en Bretagne.

## Biographie
Très tôt intéressé par la peinture, et notamment influencé par l'impressionnisme français, Jos Van de Ven remporte son premier prix de peinture à l'âge de 19 ans, alors qu'il est engagé dans la Marine.
À 23 ans, il rencontre Salvador Dalí à Cadaqués, en Espagne. À partir de ce moment, son travail s'oriente vers le surréalisme et même lorsqu'il peindra plus tard des œuvres dans un style plus classique, une touche de surréalisme se glissera souvent dans ses toiles pour interpeller l'observateur, comme dans son tableau intitulé Nobody is Perfect représentant trois poivrons, dont un bleu.
Quelques années plus tard, c'est un autre peintre espagnol, Miguel Arguello, qui donne un nouvel élan à sa vocation.
Il expose pour la première fois ses tableaux en 1985 lors d'une exposition collective à Amsterdam aux côtés d'artistes renommés tels qu'Appel, Corneille, Lucebert ou encore Willink.
En 1986, sa première exposition personnelle à Amsterdam présente au public ses œuvres surréalistes.
Il a une quarantaine d'années lorsqu'il commence à étudier les techniques des anciens maîtres hollandais du XVIIe siècle, sous la tutelle du peintre hollandais Cornelis Le Mair (nl). L'influence de Rembrandt, Le Caravage et surtout Vermeer devient flagrante dans ses tableaux qui allient le meilleur des techniques classiques avec un regard moderne. De nombreux prix viennent récompenser son travail, caractérisé par la précision des gestes, la qualité expressive de la matière, des harmonies chromatiques et par l'utilisation de la lumière naturelle.
Si les thèmes de ses peintures sont divers, les natures mortes deviennent son sujet de prédilection. L'utilisation de la lumière lui permet d'insuffler la vie aux objets qu'il représente.
Aujourd'hui installé dans les Côtes-d'Armor en Bretagne, il transmet à son tour les secrets de la peinture classique hollandaise. Plus de trois cents élèves français et étrangers ont déjà profité de son enseignement.
Ses œuvres ont été exposées dans plusieurs pays européens (France, Italie, Pays-Bas, Allemagne, Espagne, Angleterre), mais également en Russie, aux États-Unis, au Brésil ou encore en Chine.
Ses tableaux sont cotés sur le  site internet Artprice.

## Galerie

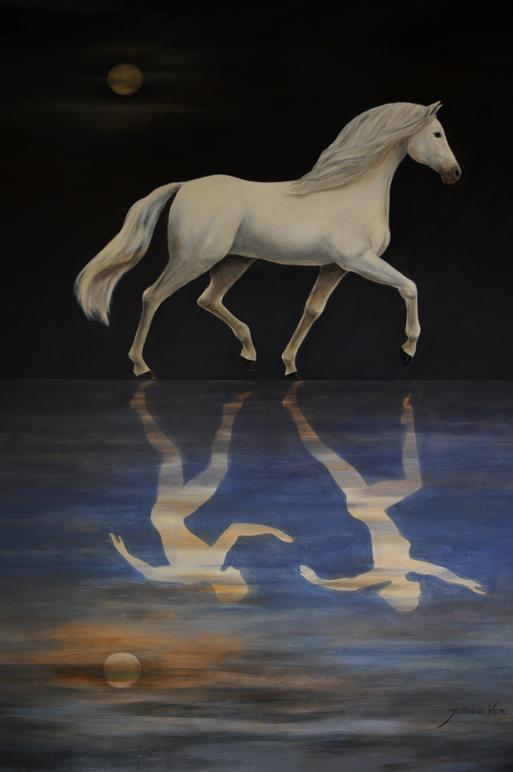
Trot dans la nuit (89 x 116 cm - 2008)
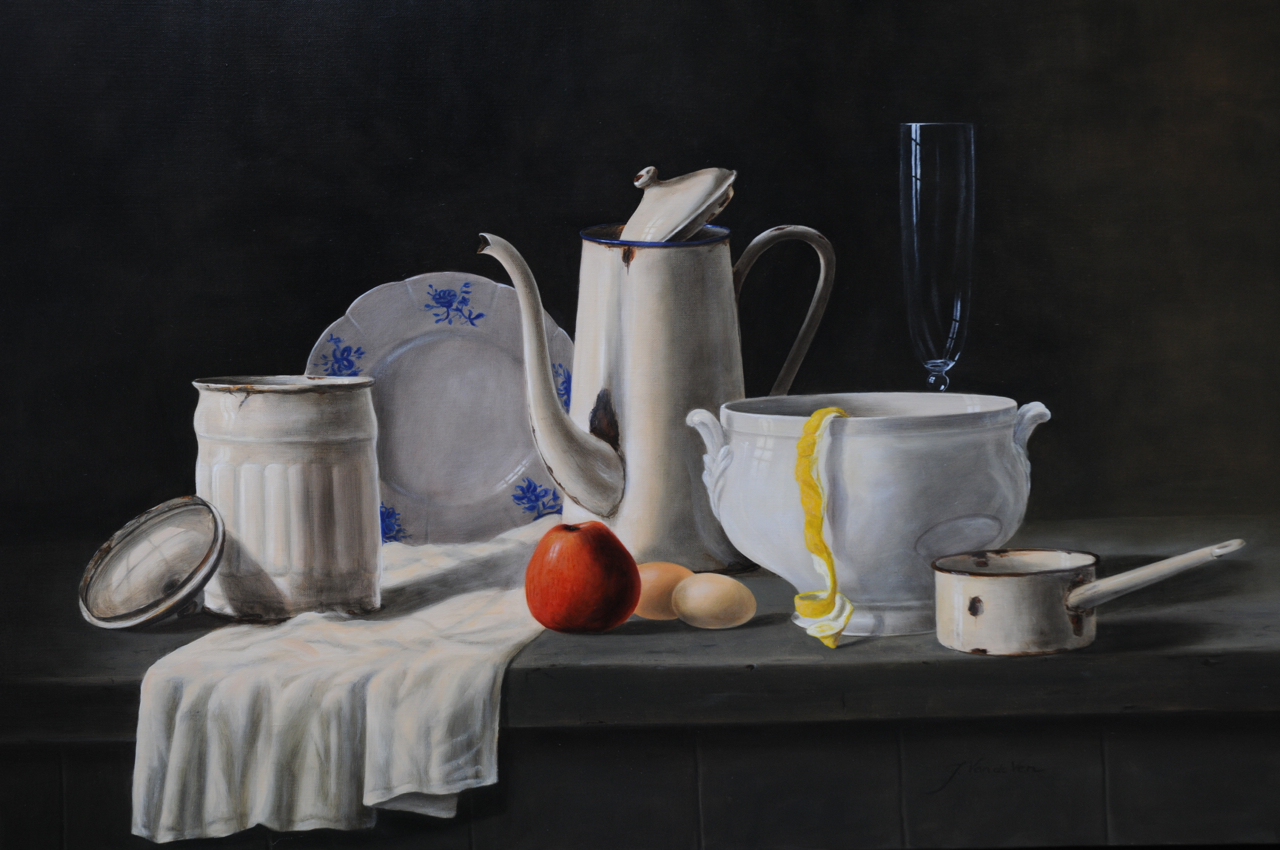
Rapsodie en blanc (116 x 89 cm - 2008)
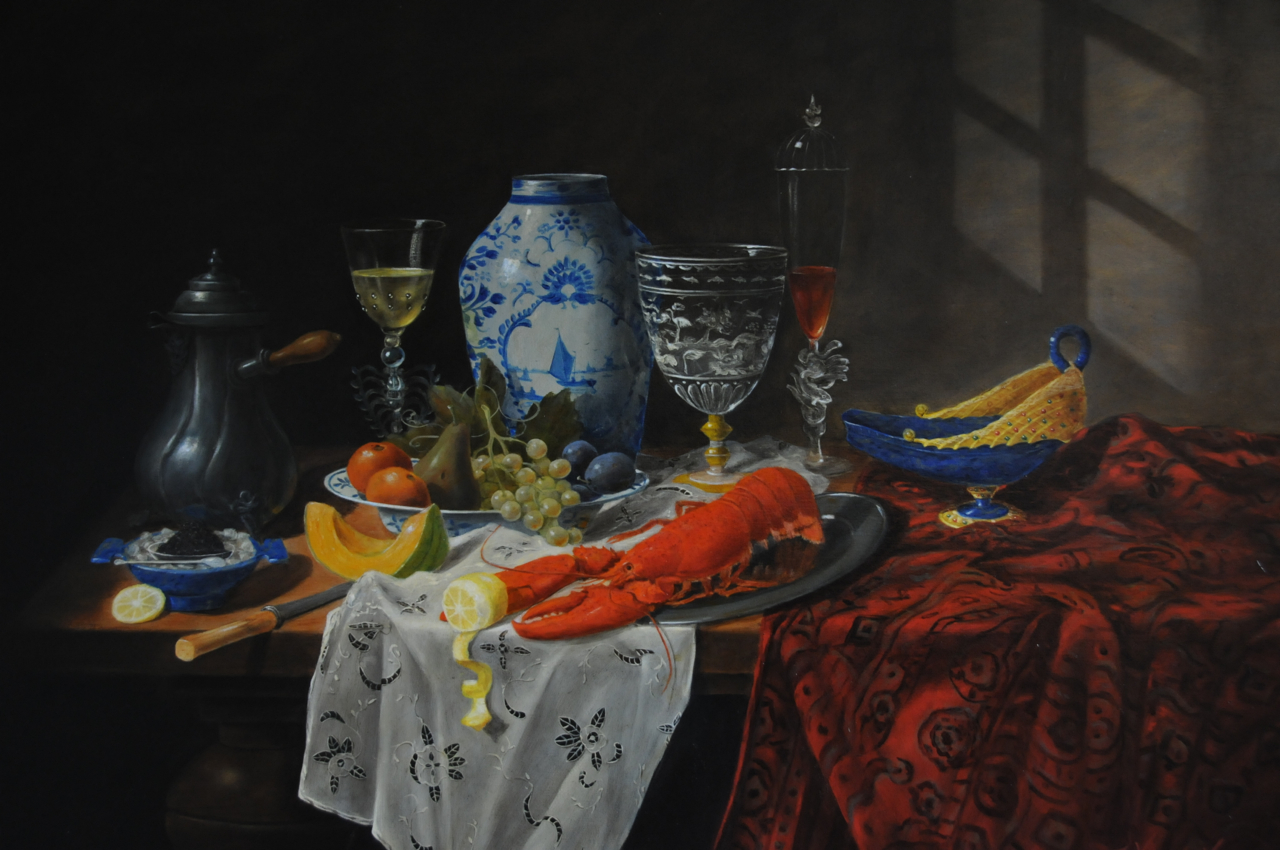
La cinquième saison (116 x 89 cm - 2011)
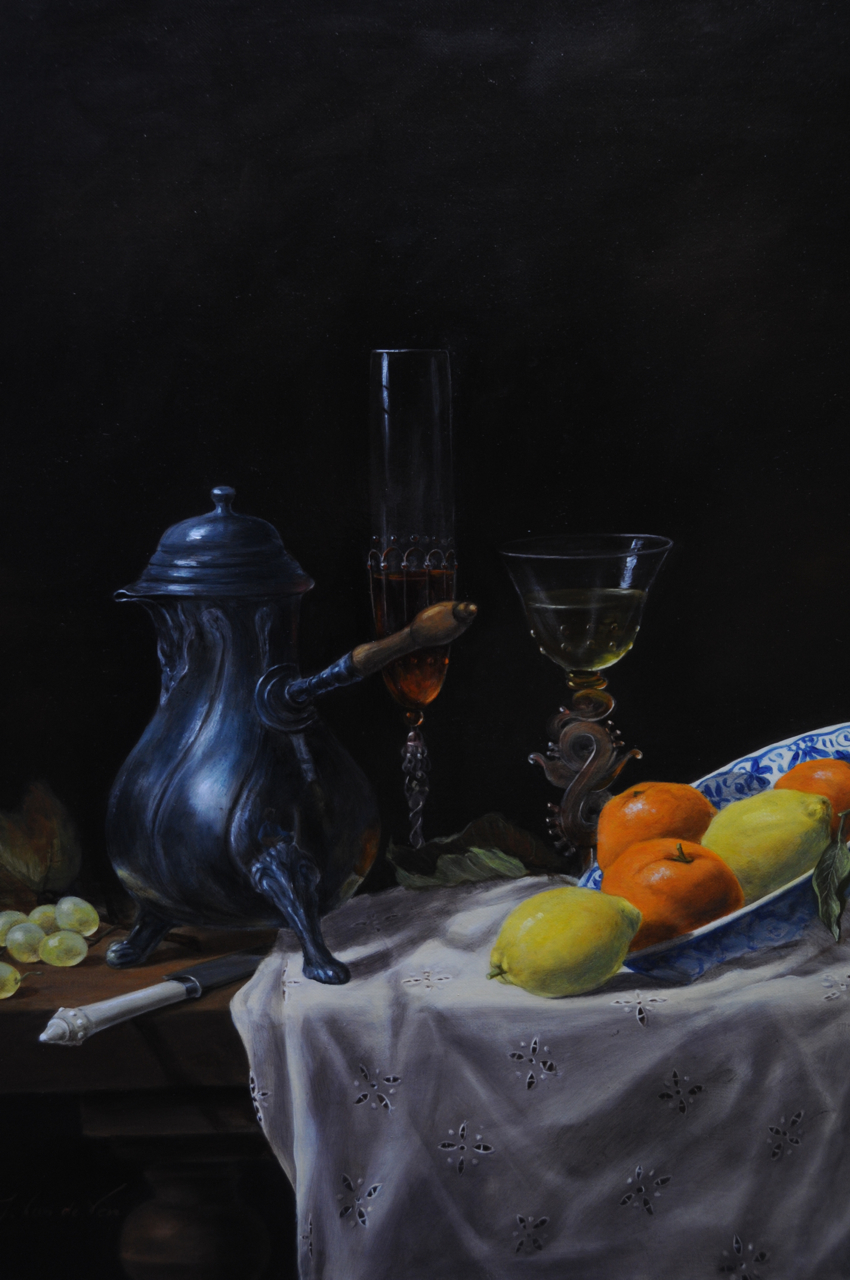
Chocolatière aux verres (55 x 46 cm - 2014)
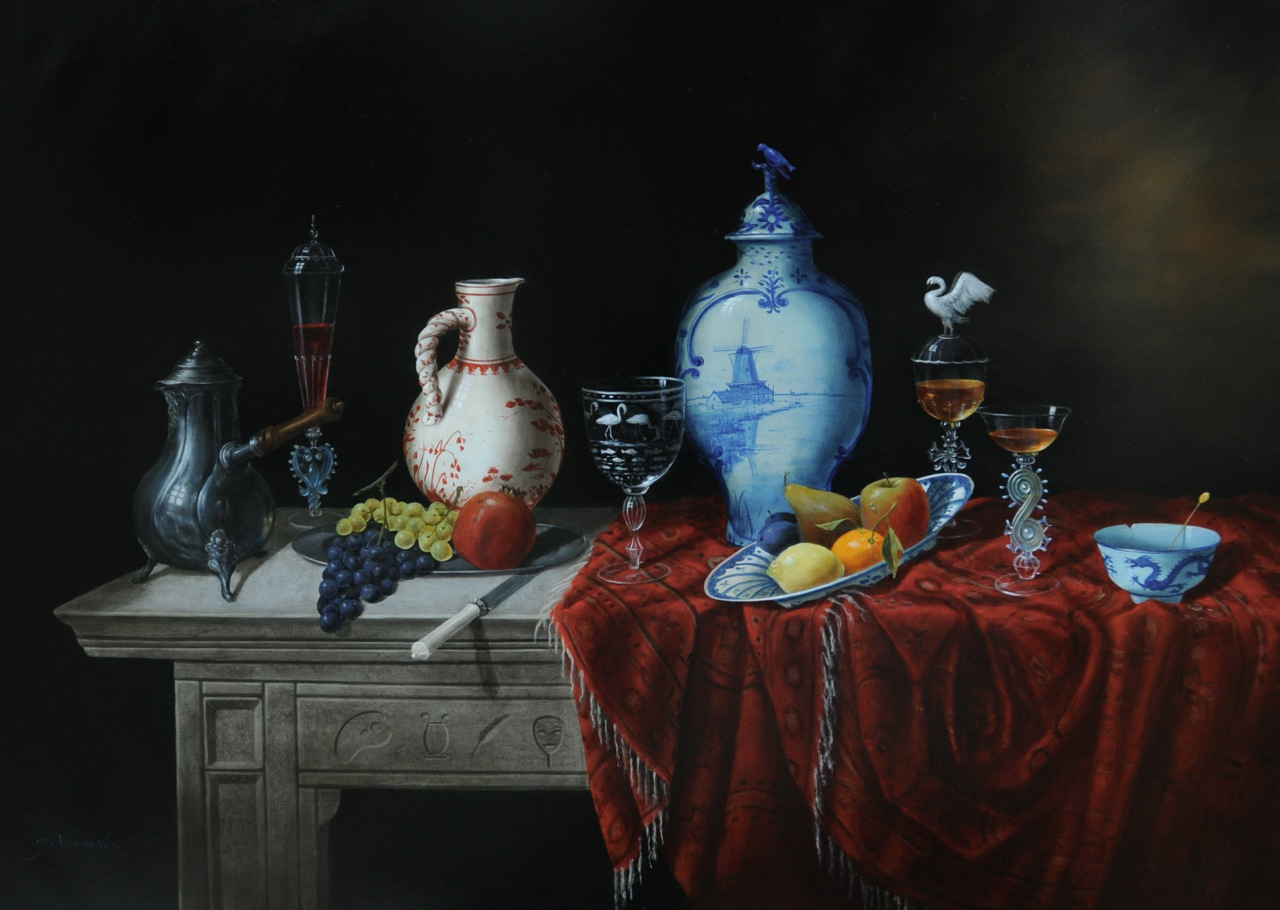
Symphonie 1 (130 x 97 cm - 2015)
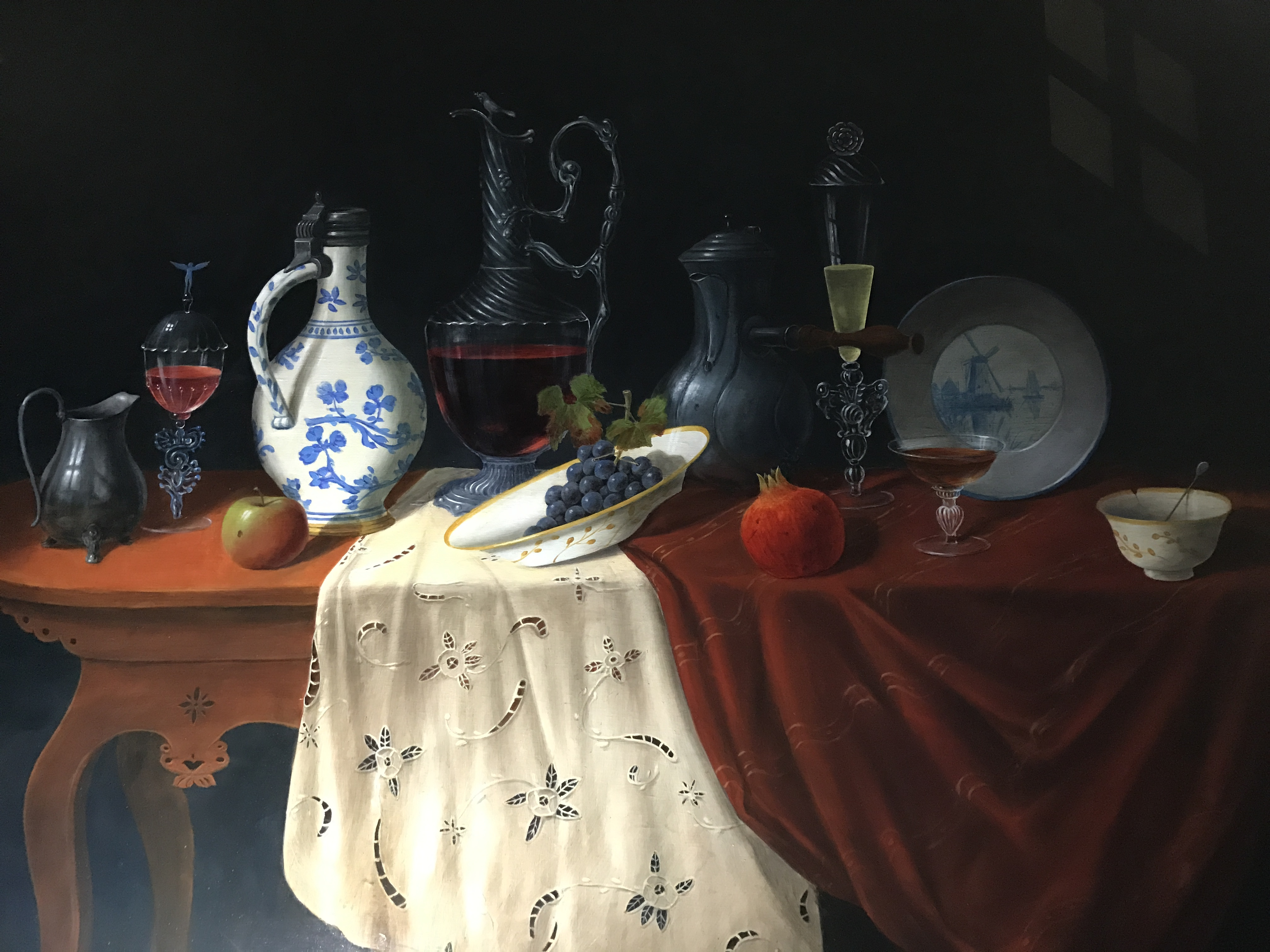
Symphonie 2 (130 x 97 cm - 2016)
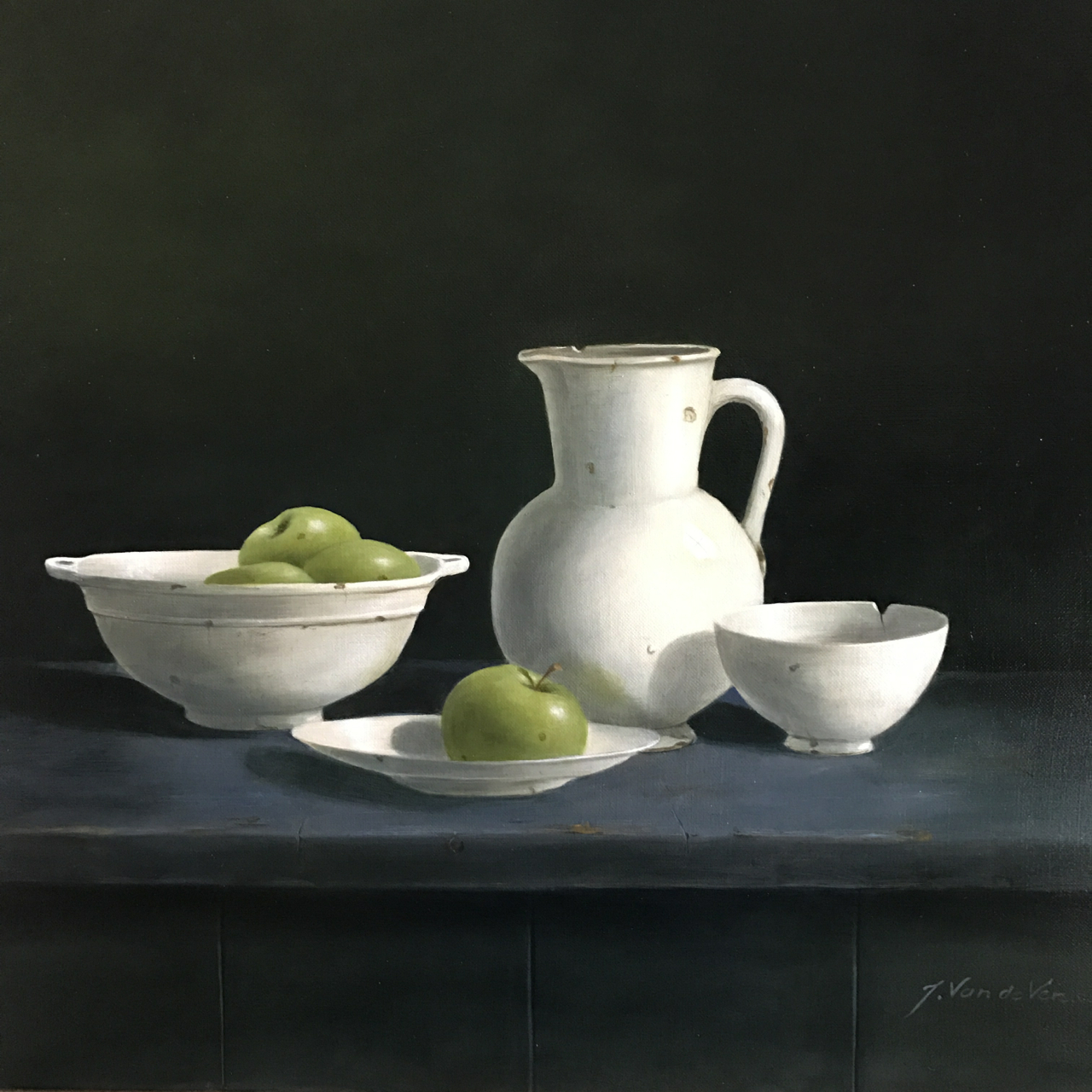
Blanc simple (60 x 60 cm - 2017)

## Publications

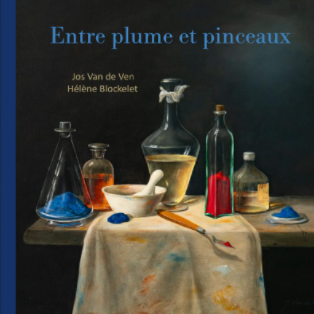
Entre plume et pinceaux - Septembre 2020, de Jos Van de Ven et Hélène Blockelet

En septembre 2020, le livre Entre plume et pinceaux reprend une dizaine de tableaux de Jos Van de Ven, dont chacun est accompagné d'une nouvelle de fiction écrite par Hélène Blockelet.
Le livre comprend des natures mortes du peintre mais également des tableaux plus surréalistes ainsi que quelques portraits. Les textes explorent quant à eux différents thèmes parmi lesquels les liens entre un artiste et sa muse. 
Jos Van de Ven et Hélène Blockelet expliquent avoir voulu, par cette démarche, inviter les observateurs à s'interroger sur l'histoire du tableau qu'ils regardent, son origine, sa signification, et à laisser s'exprimer leur propre sensibilité et leur propre émotion. 
Le livre fait suite à une exposition des tableaux de Jos Van de Ven accompagnés des textes d'Hélène Blockelet qui a été présentée pour la première fois à Ploumagoar en décembre 2019. 

## Prix et récompenses
- 2014 – Médaille d’or par la Société des Artistes Français au Grand Palais à Paris - Salon Art Capital [12]
- 2013 – Médaille d’argent par la Société des Artistes Français au Grand Palais à Paris - Salon Art Capital [13]
- 2009 – Médaille d’or au Festival International des Arts et des Lettres, Pléneuf-Val-André, France
- 2008 – Prix Jean-Pierre Cot-Bergès - Récompense pour “la meilleure œuvre classique” au Grand Palais à Paris - Salon Art Capital[14]
- 2007 – Médaille de bronze par la Société des Artistes Français au Grand Palais à Paris - Salon Art Capital[15]
- 2006 – Médaille de bronze au Grand Salon d’Art de Rambouillet, France
- 2004 - Prix du Jury au Salon National d'Art - Rambouillet - France

## Expositions
- 2017 - Art Capital - Société des Artistes Français  - Grand Palais - Paris
- 2015 – Palais Tsar Konstantin de Congres - Saint-Pétersbourg - Russie
- 2014 – Galerie Centre d’Art - Pékin – Chine
- 2014 – Art Capital - Société des Artistes Français – Grand Palais – Paris
- 2013 – Art Capital - Société des Artistes Français - Grand Palais – Paris
- 2011 – Galerie Reich – Cologne – Allemagne
- 2009 – Musée de la Tour Carrée - Sainte-Maxime – France
- 2009 – Festival International des Arts et Lettres – Pléneuf-Val-André - France
- 2008 – Art Capital – Société des Artistes Français - Grand Palais – Paris
- 2008 – Galerie Gaudi – Madrid – Espagne
- 2008 – Arts sur Maines – Montaigu – France (Invité d’honneur)
- 2008 – Art Show – Bolzano – Italie
- 2007 – Art Capital - Société des Artistes Français – Grand Palais - Paris
- 2006 – Folkes Miller Arts – Angleterre
- 2003 – Seven Sages Fine Art – Santa Monica – Californie – États-Unis
- 2002 – Contemporary Art Center – Laren – Pays-Bas